# Air Canada Rouge
Air Canada Rouge è una compagnia aerea a basso costo canadese con sede a Toronto, di proprietà Air Canada, che opera voli dagli aeroporti di Calgary, Montéal-Trudeau, Toronto-Pearson e Vancouver, in Canada, verso destinazioni vacanziere di Stati Uniti, Messico, Europa e Caraibi. La compagnia è completamente integrata nei network di Air Canada e Air Canada Express.

## Storia
La compagnia venne fondata il 18 dicembre 2012 come filiale a basso costo della compagnia aerea di bandiera canadese Air Canada per minimizzare i costi sui voli utilizzati principalmente dai canadesi che si muovono per svago verso mete turistiche di Stati Uniti, Europa e Caraibi.Le operazioni di volo sono iniziate il 1º luglio 2013 con hub presso gli aeroporti di Montéal-Trudeau e Toronto-Pearson con voli verso Edimburgo, Venezia, Atene e varie destinazioni in Florida, Messico e Caraibi. Verso inizio 2014 le sue rotte si sono allargate soprattutto puntando alcune città in Europa. Per esempio Infatti la compagnia ha aggiunto anche Gatwick, Lisbona, Bucarest, Nizza e tante altre destinazioni Europee. Il 24 marzo 2014 Air Canada annunciò che Air Canada Rouge si sarebbe espansa anche nel Canada occidentale, aprendo voli da Calgary e Vancouver verso Anchorage, Las Vegas, Los Angeles, Phoenix e San Francisco. A maggio 2020, durante la Pandemia di COVID-19, la compagnia aerea ha ritirato dalla flotta gli Airbus A319-100 ed i Boeing 767-300ER lasciando solamente gli Airbus A320 e A321.

## Servizi

### Cabina
L'Airbus A319-100 di Air Canada Rouge ha 16 posti a sedere in più rispetto ad un normale aereo dello stesso tipo di Air Canada con 136 posti, dove le prime quattro file sono per i passeggeri Rouge Plus e Premium Rouge. Il Boeing 767-300ER ha 71 posti a sedere in più rispetto ad un normale aereo dello stesso tipo di Air Canada con 282 posti, in quanto ci sono 223 posti in Economy, 35 in Rouge Plus e 24 in Premium Rouge.

### Intrattenimento di bordo
Air Canada Rouge è dotato di un sistema di intrattenimento in streaming wireless, chiamato Player, che i passeggeri possono utilizzare direttamente sui propri dispositivi personali, come i dispositivi Apple iOS e Android, nonché sui laptop. Il sistema di streaming funziona su dispositivi Apple solo se l'applicazione Air Canada viene scaricata prima del volo; gli utenti Android possono scaricare l'app prima della partenza o durante il volo dal server di bordo. Gli iPad sono disponibili per il noleggio ai passeggeri in classe Economy al costo di $10 e sono gratuiti per i clienti Premium Rouge. Gli iPad a noleggio sono caricati con contenuti premium aggiuntivi sull'app Player Plus.

### Servizio a bordo
La politica sui bagagli è la stessa di Air Canada, di conseguenza, i voli da e per l'Europa offrono cibo e bevande gratuiti con bevande alcoliche in acquisto. Per quanto riguarda gli altri voli, viene offerto un servizio principale.

## Flotta

### Flotta attuale

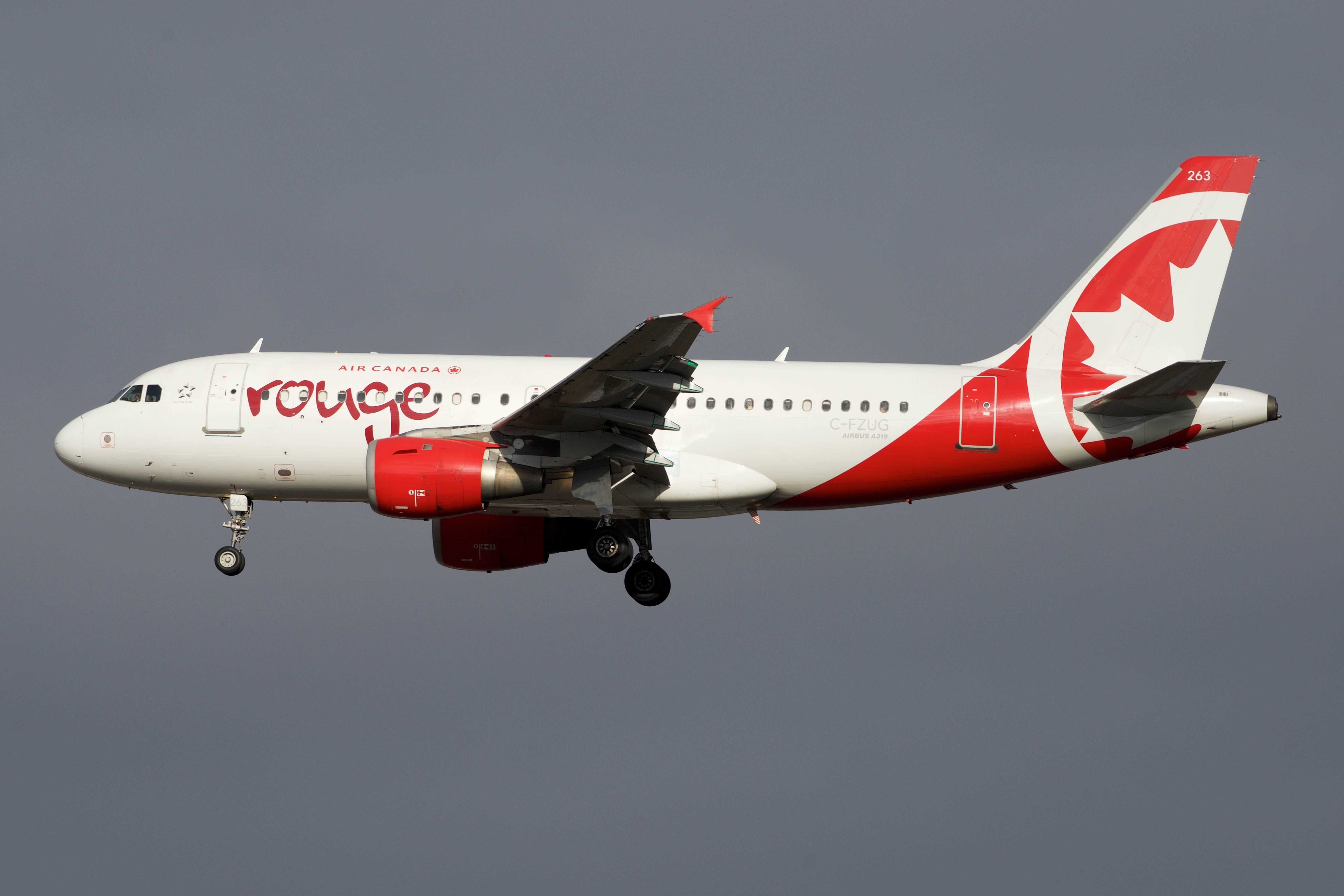
Un Airbus A319-100.

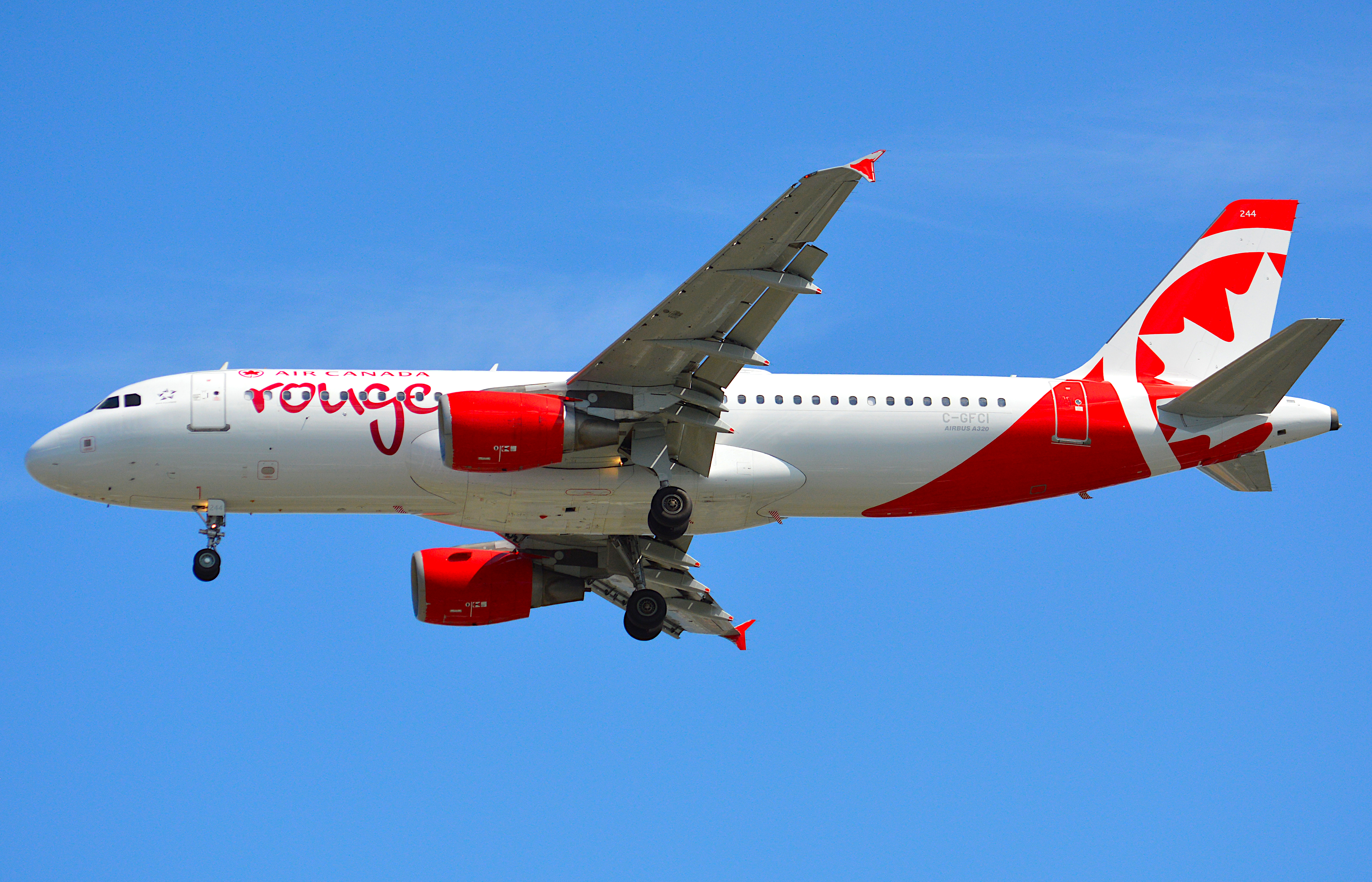
Un Airbus A320-200.

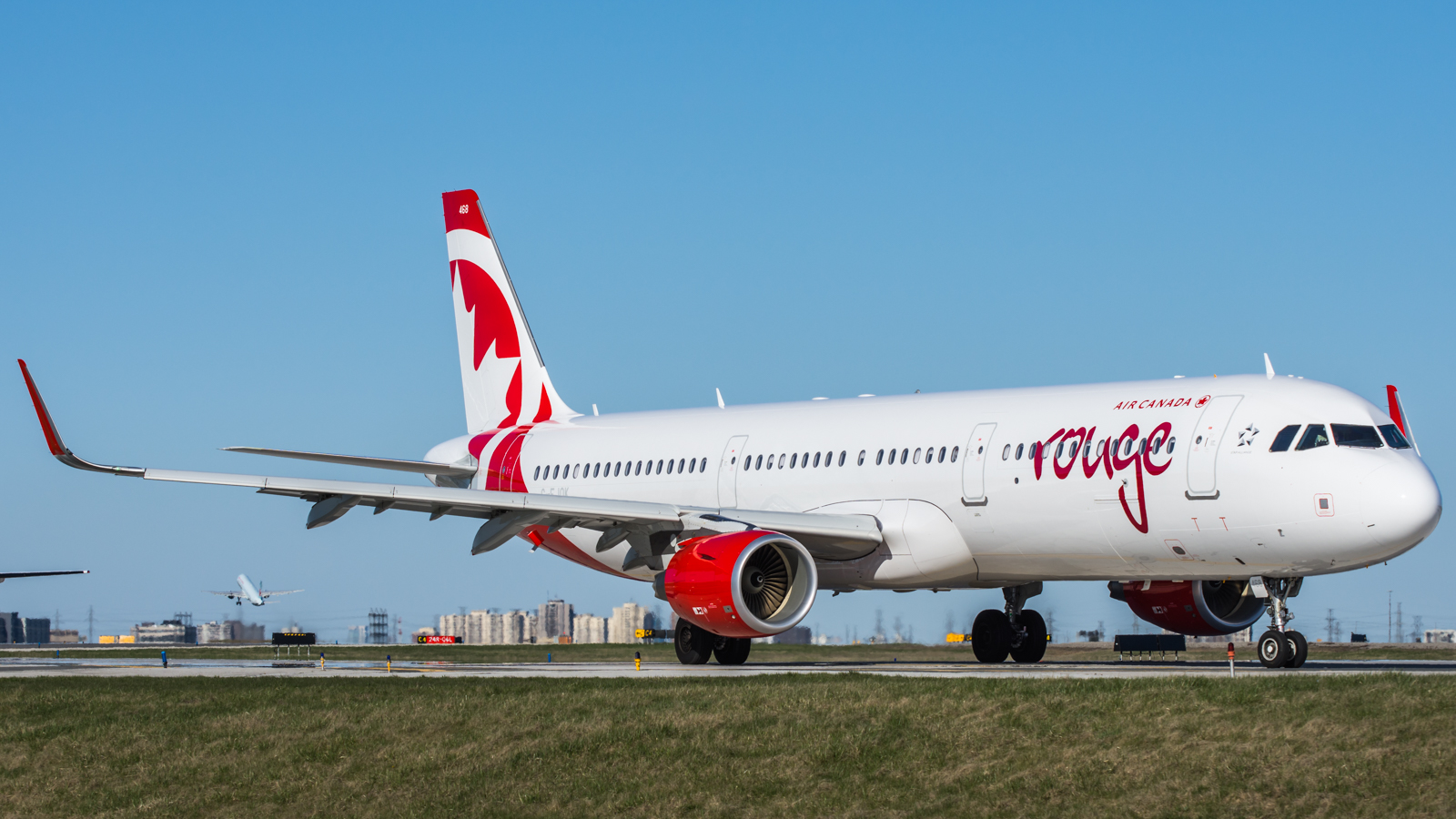
Un Airbus A321-200.

Ad ottobre 2024 la flotta di Air Canada Rouge risulta composta dai seguenti aerei:

### Flotta storica

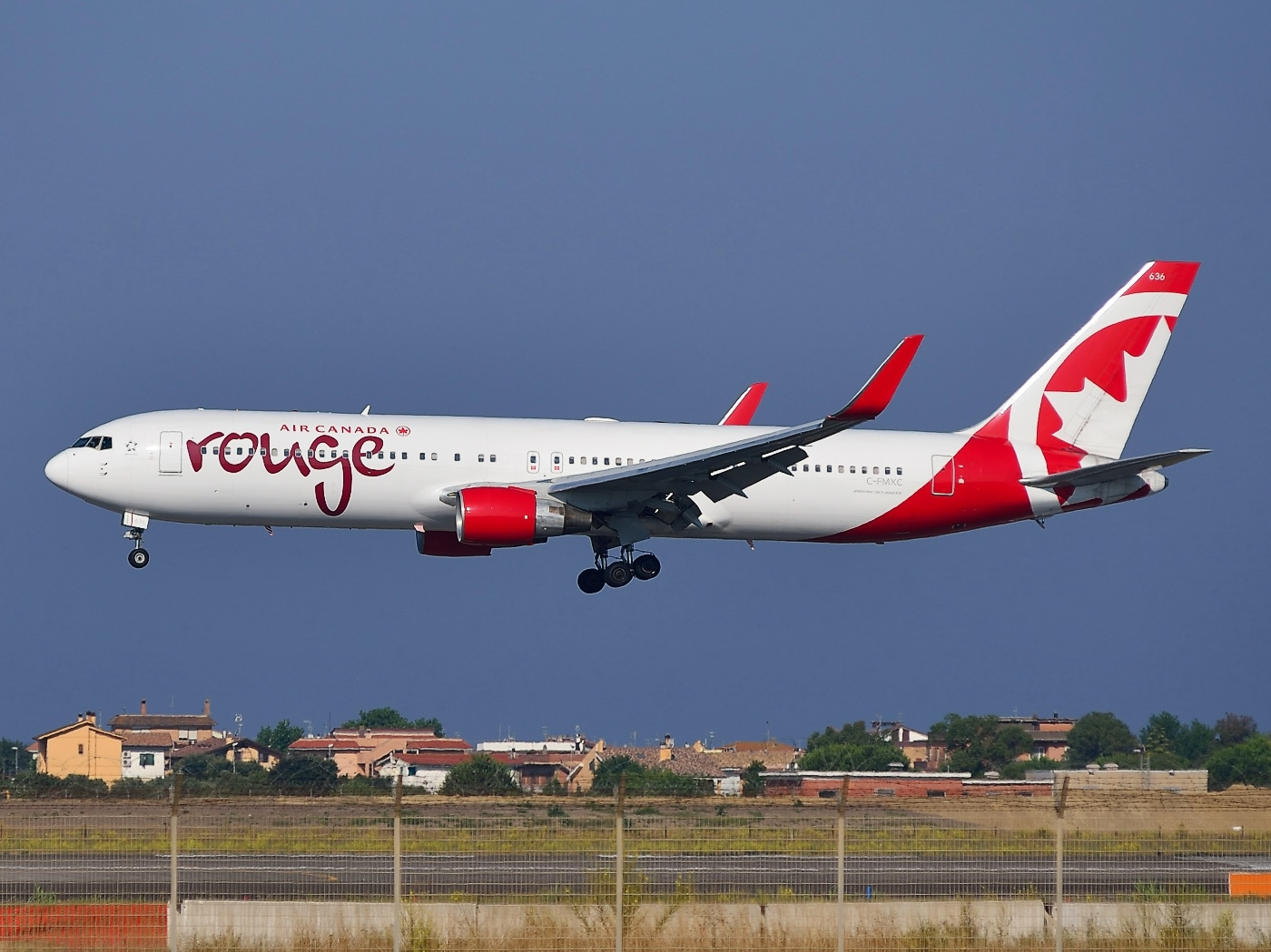
Un Boeing 767-300ER.

Nel corso degli anni Air Canada Rouge ha operato con i seguenti modelli di aeromobili: